# Ain (estrella)
Ain (ε Tau / ε Tauri / 74 Tauri) es una estrella situada en la constelación de Tauro que pertenece al cúmulo abierto de las Híades. También es conocida como Oculus Borealus, que significa el «ojo». Su magnitud aparente es +3,53.
Situada a 155 años luz del sistema solar, Ain pertenece al tipo espectral G9.5III y es una de las cuatro gigantes naranjas de las Híades, siendo las otras Hyadum I (γ Tauri), Hyadum II (δ1 Tauri) y θ1 Tauri. Tiene una luminosidad de 73 soles y su radio es 13 veces mayor que el radio solar. La temperatura superficial de esta estrella alcanza los 4925 K. Al igual que otras estrellas del cúmulo, el contenido de metales de Ain es un 40 % mayor que en el Sol. Su masa, unas 2,7 veces la masa solar, permite estimar su edad así como la del conjunto de las Híades en unos 650 millones de años.

## Sistema planetario
En 2007 se descubrió un planeta extrasolar masivo orbitando en torno a Ain. El planeta completa su órbita —hasta cierto punto excéntrica— cada 1,6 años. Fue el primer planeta descubierto en una estrella de un cúmulo abierto. Junto a Pólux (β Geminorum) es una de las dos gigantes visualmente brillantes en donde se conoce la existencia de planetas.
| Acompañante (En orden desde la estrella) | Masa (MJ)   | Período orbital (días) | Semieje mayor (UA) | Excentricidad |
| ---------------------------------------- | ----------- | ---------------------- | ------------------ | ------------- |
| Amateru                                  | > 7,6 ± 0,2 | 594,9 ± 5,3            | 1,93 ± 0,03        | 0,151 ± 0,023 |